# Roger Gustafsson
För andra betydelser, se Roger Gustavsson.
Jan Roger Gustafsson, född 29 februari 1952 i Göteborg, är en svensk före detta fotbollstränare, fotbollsspelare och matematiklärare. Han var under flera år även chef för IFK Göteborgs fotbollsakademi.
Han är gift med Jasmin Krohn.

## Spelarkarriär
Som spelare representerade Gustafsson bland annat Gais och BK Häcken. Han spelade nio matcher för Gais i Allsvenskan 1974. Följande säsong spelade Gustafsson 14 matcher och gjorde ett mål då Gais blev nedflyttade från Allsvenskan. Han ska inte förväxlas med Roger Gustavsson, som kom till Gais från Skövde AIK och spelade i klubben 1978–1979.

## Tränarkarriär
Mest känd är Gustafsson dock för sin tränarkarriär i IFK Göteborg. Efter några år som ungdomstränare blev han huvudansvarig för A-laget 1990, en post han höll i sex år. På de sex åren förde han IFK till fem SM-guld.
Efter att Gustafsson slutat som A-lagstränare för IFK Göteborg säsongen 1995 valde han att stanna kvar i klubben som ungdomstränare; även idag är han ansvarig för satsningen på ungdomar han själv drog igång - Änglagården. Han fungerade även en tid som sportchef för IFK Göteborg. I Gustafsson satsning på ungdomar har han under åren 1996-1998 arbetat fram det stora utbildningsprogrammet för ungdomsfotboll "Fotbollens hemligheter" och spelat in 10 videofilmer som animation till utbildningsprogrammet. 
Gustafsson fick tjänstgöra som tillfällig tränare hösten 2002 efter att Stefan Lundin avgått. Han höll laget kvar i Allsvenskan efter kvalspel mot Västra Frölunda IF.